# Saint-Maur, Indre
Saint-Maur este o comună franceză, situată în departamentul Indre, în regiunea Centre-Val de Loire.
A fost creată la 1 ianuarie 2016, sub statutul de comună nouă, după fuziunea dintre Villers-les-Ormes și fosta comună Saint-Maur.

## Geografie
Comuna este situată în centrul departamentului, în regiunea naturală Champagne berrichonne. Este a doua comună ca suprafață din departament.
Comunele limitrofe sunt: Châteauroux (4 km), Niherne (6 km), Déols (6 km), Le Poinçonnet (8 km), Villedieu-sur-Indre (9 km), Chezelles (10 km), Vineuil (10 km), Luant (10 km) și Velles (13 km).
Comunele reședință și prefectorale sunt: Châteauroux (4 km), Buzançais (19 km), Issoudun (31 km), La Châtre (36 km) și Le Blanc (48 km).

### Geologie și hidrografie
Comuna este clasificată în zona de seismicitate 2, corespunzătoare unei seismicități scăzute.
Teritoriul comunei este traversat de râul Indre și, în plus, deține izvoarele râului Claise.

### Clima
În 2010, clima comunei este de tip oceanic degradat al câmpiilor din Centru și Nord, conform unui studiu al Centrului Național de Cercetare Științifică bazat pe o serie de date care acoperă perioada 1971-2000. În 2020, Météo-France publică o tipologie a climei din Franța metropolitană, în care comuna este expusă unui climat oceanic alterat și se află în regiunea climatică Centru și contraforturile nordice ale Masivului Central, caracterizată prin aer uscat vara și o bună însorire.
Pentru perioada 1971-2000, temperatura medie anuală este de 11,5 °C, cu o amplitudine termică anuală de 15,5 °C. Cantitatea medie anuală de precipitații este de 755 mm, cu 11,6 zile de precipitații în ianuarie și 7 zile în iulie. Pentru perioada 1991-2020, temperatura medie anuală observată la stația meteorologică cea mai apropiată, situată în comuna Châteauroux la 5 km distanță, este de 11,8 °C, iar cantitatea medie anuală de precipitații este de 737,9 mm. Pentru viitor, parametrii climatici estimati pentru comună pentru anul 2050, conform diferitelor scenarii de emisii de gaze cu efect de seră, pot fi consultati pe un site dedicat publicat de Météo-France în noiembrie 2022.

### Căi de comunicație și transporturi
Autostrada A20 (l’Occitane) traversează teritoriul comunei (ieșirile 13, 13.1 și 14). De asemenea, se găsesc drumurile departamentale: 20, 64, 64B, 64E, 77, 80, 80D, 67, 81, 101, 104, 115, 151, 920, 925 și 943.
Linia feroviară Fleury-les-Aubrais către Montauban traversează teritoriul comunei. Cea mai apropiată gară este gara din Châteauroux, la 12 km, pe această linie. Linia de la Joué-lès-Tours către Châteauroux traversează, de asemenea, teritoriul comunei, iar o gară deservise anterior comuna.
Cel mai apropiat aeroport este Aeroportul Châteauroux-Centre "Marcel Dassault", la 11 km.

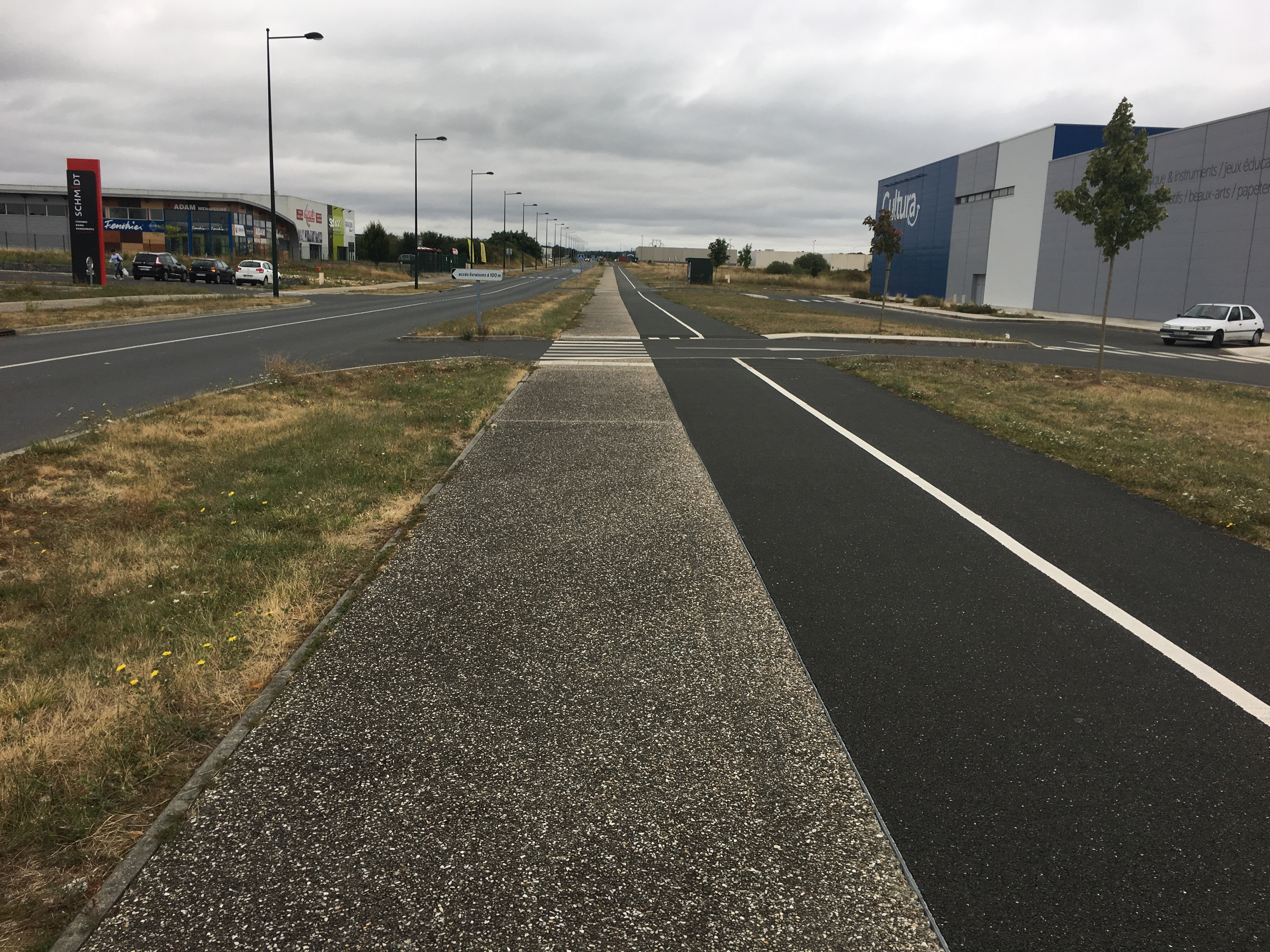
Boulevard du Franc în 2018.
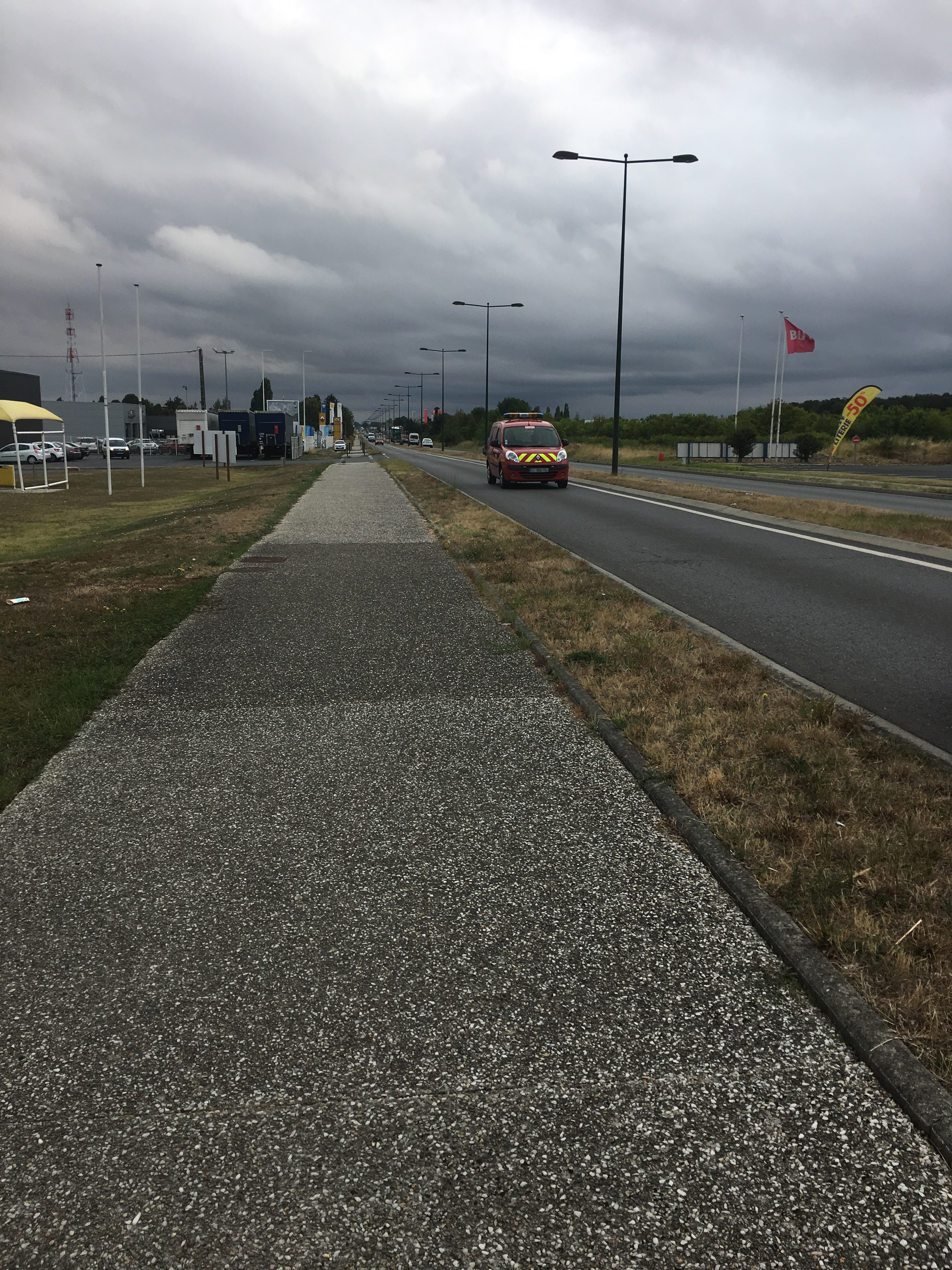
Avenue d'Occitanie în 2018.
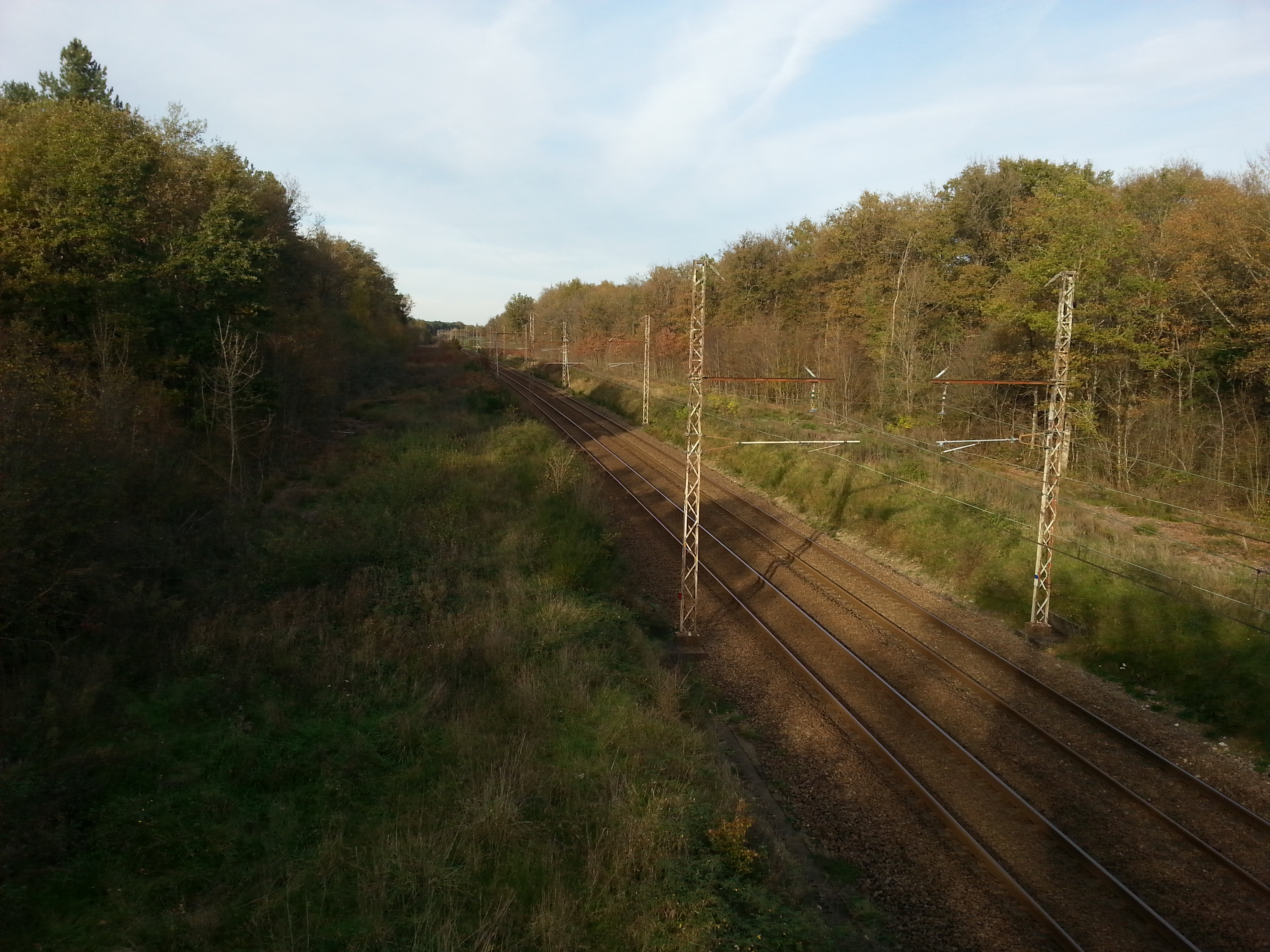
Linia feroviară Fleury-les-Aubrais către Montauban în 2015.
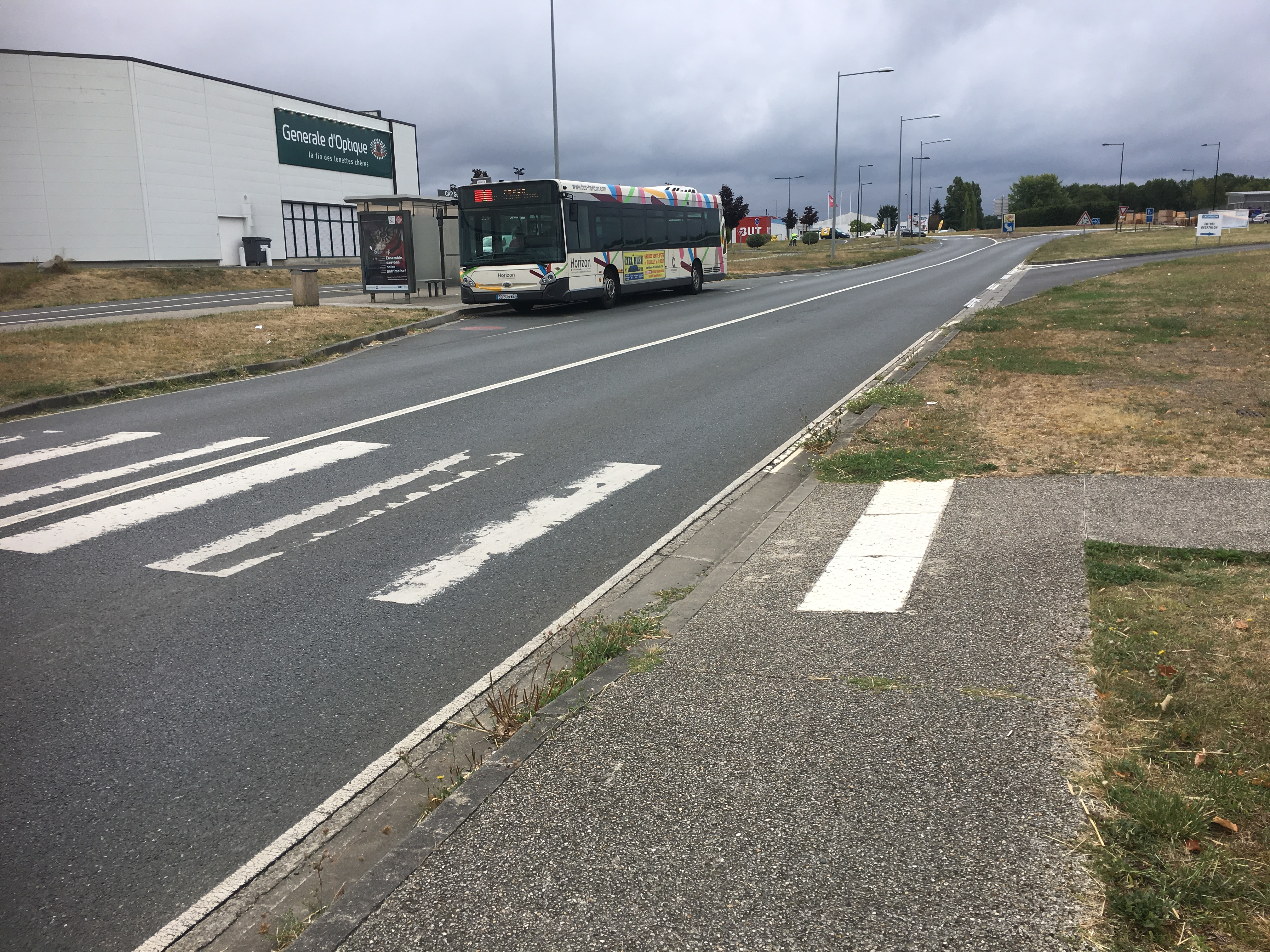
Stația de autobuz „Cap Sud” a rețelei Horizon, în 2018.

## Urbanism

### Tipologie
La 1 ianuarie 2024, Saint-Maur este clasificată drept comună rurală cu habitat dispersat, conform noii grile comunale de densitate în șapte niveluri definită de INSEE (Institutul Național de Statistică și Studii Economice) în 2022. Ea aparține unității urbane Châteauroux, o aglomerație intra-departamentală care reunește patru comune, dintre care Saint-Maur este o comună de suburbie. De asemenea, comuna face parte din zona metropolitană a orașului Châteauroux, din care este o comună din zona de influență. Această zonă, care cuprinde 71 de comune, este clasificată în zonele de 50.000 până la mai puțin de 200.000 de locuitori.

### Riscuri majore
Teritoriul comunei Saint-Maur este vulnerabil la diferite pericole naturale: fenomene meteorologice (furtuni, ninsoare, frig extrem, caniculă sau secetă), inundații, incendii de pădure, alunecări de teren și seisme (seismicitate scăzută). De asemenea, este expus la două riscuri tehnologice: transportul de materiale periculoase și riscul industrial. Un site publicat de BRGM permite evaluarea simplă și rapidă a riscurilor unei proprietăți, fie prin adresa sa, fie prin numărul parcelei.

#### Riscuri naturale
Anumite părți ale teritoriului comunei sunt susceptibile de a fi afectate de riscul de inundație prin revărsarea cursurilor de apă, în special râul Indre. Comuna a fost recunoscută în stare de catastrofă naturală pentru daunele cauzate de inundații și alunecări de noroi produse în anii 1982 și 1999.
Pentru a anticipa o creștere a riscurilor de incendii de pădure și de vegetație spre nordul Franței, în contextul schimbărilor climatice, serviciile statului din regiunea Centre-Val de Loire (DREAL, DRAAF, DDT), împreună cu SDIS, au realizat în 2021 un atlas regional al riscului de incendii de pădure, permițând o mai bună înțelegere a masivelor cele mai expuse. Comuna, fiind parțial situată în masivul Châteauroux, este clasificată la nivelul de risc 4, pe o scară cu patru niveluri (1 fiind nivelul maxim).

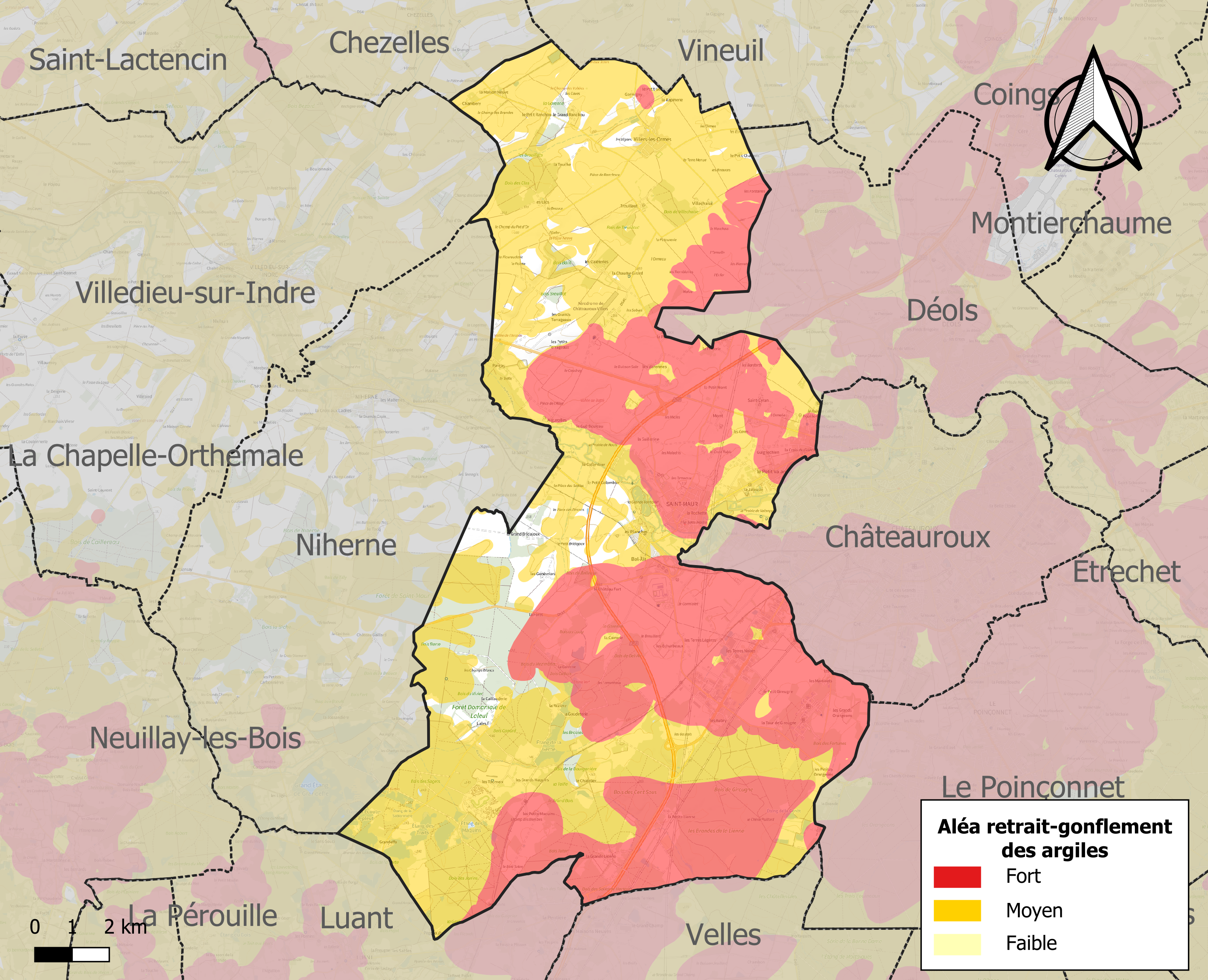
Harta zonelor de risc de retragere-umflare a solurilor argiloase din Saint-Maur.

Mișcările de teren susceptibile de a se produce în comună sunt tasările diferențiale.
Retragerea-umflarea solurilor argiloase poate provoca daune semnificative clădirilor în cazul alternării perioadelor de secetă și ploaie. 92 % din suprafața comunei se află în pericol mediu sau ridicat (84,7 % la nivel departamental și 48,5 % la nivel național). Din cele 1.364 de clădiri înregistrate în comună în 2019, 1.330 se află în pericol mediu sau ridicat, adică 98 %, comparativ cu 86 % la nivel departamental și 54 % la nivel național. O cartografiere a expunerii teritoriului național la retragerea-umflarea solurilor argiloase este disponibilă pe site-ul BRGM.
În ceea ce privește mișcările de teren, comuna a fost recunoscută în stare de catastrofă naturală pentru daunele cauzate de secetă în anii 1989, 1991, 1993, 2018 și 2019 și de mișcări de teren în 1999.

#### Riscuri tehnologice
Comuna este expusă riscului industrial datorită prezenței pe teritoriul său a unei întreprinderi supuse directivei europene SEVESO.
Riscul transportului de materiale periculoase în comună este legat de traversarea acesteia de infrastructuri rutiere sau feroviare importante sau de prezența unei conducte de transport de hidrocarburi. Un accident care s-ar produce pe astfel de infrastructuri poate avea efecte grave asupra construcțiilor sau persoanelor pe o rază de până la 350 m, în funcție de natura materialului transportat. Pot fi recomandate măsuri de urbanism în consecință.

## Toponimie
Numele localității este atestat sub formele Sanctus Monts de Cava rupe în 1024; Saint Maur de Chaveroche, termen care înseamnă „piatră goală”; parrochia Sancti Mauri în 1271.

## Istorie
A fost creată la 1 ianuarie 2016 sub statutul de comună nouă, după fuziunea dintre Villers-les-Ormes și fosta comună Saint-Maur.

## Demografie
Evoluția numărului de locuitori este cunoscută prin recensămintele populației efectuate în comună de la înființarea sa.
| An        | 2016 | 2017 | 2018 | 2019 | 2020 | 2021 |
| --------- | ---- | ---- | ---- | ---- | ---- | ---- |
| Populație | 3601 | 3642 | 3654 | 3685 | 3694 | 3641 |

## Cultura și patrimoniul local

### Locuri si monumente
- Biserica Saint-Maur
- Monumentul Eroilor